# IC 2940
IC 2940 је ознака објекта на координатама са ректансцензијом 11h 36m 2,7s и деклинацијом + 21° 57" 42'. Открио га је Гијом Бигурдан, 29. априла 1891. Каснијим посматрањима на том положају није уочен никакав астрономски објекат.